# Taumacera deusta
Taumacera deusta es una especie de insecto coleóptero de la familia Chrysomelidae.
Fue descrita científicamente en 1814 por Thunberg.